# Irama

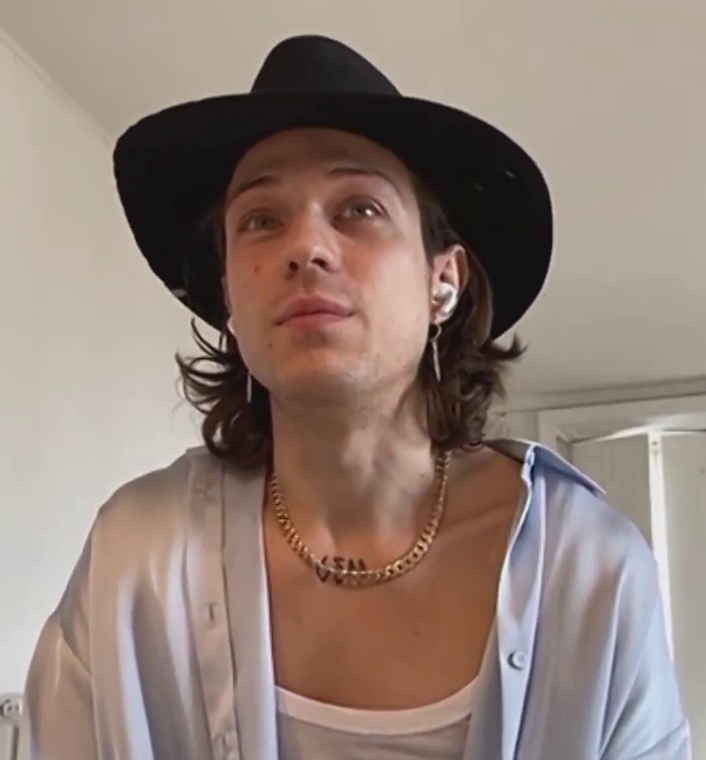
Irama.

Irama (né Filippo Maria Fanti le 20 décembre 1995 à Carrare) est un chanteur italien,.
Il a officiellement fait ses débuts dans la scène musicale en participant au 66e Festival de Sanremo en 2016 avec le single Cosa resterà dans la catégorie « Nouveaux Artistes », mais prit de l'importance en 2018 à la suite de la victoire de la dix-septième édition du concours de jeunes talents Amici di Maria De Filippi.
Il participe à nouveau au Festival de Sanremo en 2019, 2021, 2022, 2024 et 2025.

## Biographie
Ayant grandi à Monza, Irama s'est intéressé à la musique de Francesco Guccini et de Fabrizio De André depuis son enfance, avant de se rapprocher du hip-pop. Son nom de scène, choisi après avoir suivi son deuxième prénom, Maria, signifie rythme en malais.
En 2014, il collabore avec Valerio Sgargi, enregistrant trois singles: Amore mio, Per te et È andata così. 
En 2015, il collabore avec Benji & Fede pour l'enregistrement de Fino a farmi male.

### Festival de Sanremo 2016 etIrama
Le 27 novembre 2015, avec la chanson Cosa Resta, écrite avec Giulio Nenna, il figure parmi les huit lauréats de la huitième édition du concours de chant Sanremo Giovani, ce qui lui donne le droit d'être admis au 66e Festival de Sanremo Nouveaux artistes,. À cette occasion, il s'est classé septième dans le classement final, après avoir perdu le tour préliminaire en faveur d'Ermal Meta, avec Odio le favole.
Le single de sa participation à Sanremo, déjà publié le 28 novembre 2015, a atteint la centième position du Top Singoli  et anticipe le premier album du chanteur-compositeur-interprète intitulé Simply Irama produit par Giulio Nenna et Andrea Debernardi. L'album est lancé le 12 février 2016 sous le label Warner Music Italy, obtenant la cinquante position du Fimi Album Ranking,.
Pour la promotion de l'album, il sort un extrait de la chanson Tornerai da me émis à la radio à partir du 27 mai. Le single a été présenté les 24 et 26 juin sur la Piazza del Popolo à Rome, à l'occasion de la quatrième édition du Summer Festival, qui a vu l'artiste lauréat dans la section Jeunes. Deux ans plus tard, la chanson a été certifiée or par FIMI pour avoir été vendue à plus de 25 000 exemplaires.
Par la suite, il a participé à trois étapes de la 17e édition du Festival Show, respectivement le 29 juillet au centre commercial Freccia Rossa à Brescia, le 26 août sur la Piazza Erminio Ferretto à Mestre et le 13 septembre à la dernière manifestation du festival a eu lieu à l’arène de Vérone, alors que le 7 août, il a participé au concert Live Beats, qui s’était déroulé sur la Piazza Armando Diaz, à Bari.
Le 16 septembre, il commercialise le troisième et dernier single de l'album, la chanson que Non ho fatto l'università.

### Amici di Maria De FilippietPlume
Le 16 juin 2017, il fait son retour musical avec la publication du single Mi drogherò, présenté le 25 juin sur la Piazza del Popolo à Rome, à l'occasion de la cinquième édition du Summer Festival . dans lequel il a concouru pour la deuxième année consécutive dans la catégorie  Big ,.
À la fin de la même année, Irama participe à la dix-septième édition du spectacle d'artistes Amici di Maria De Filippi. Au cours de sa participation, il enregistré quelques nouvelles chansons comme Che vuoi che sia, Che ne sai, Un respiro et Voglio solo te. Le single Un giorno in più, publié le 2 mars 2018, a atteint la vingt-quatrième position dans le Top Singles . À la fin du concours artistique, le chanteur a été classé premièr, remporte égale le prix Radio 105 et obtient ainsi la possibilité de renouveler un contrat d’enregistrement avec Warner Music Italy.
La chanson inédite Nera, également présentée lors de l'émission télévisée, a été lancée en single le 1er juin, obtenant la deuxième position du Top Singoli , et étant certifiée triple platine par FIMI pour plus de 150 000 copies vendues , parallèlement à la publication du premier EP, produit à nouveau par Giulio Nenna et Andrea Debernardi, intitulé Plume, qui a atteint le sommet du classement FIMI Albums et a été certifié double platine par FIMI pour avoir franchi la ligne des 100 000 exemplaires vendus,,. En outre, FIMI désigne Plume et Nera, au début de l'année suivante, respectivement comme le deuxième album le plus vendu et le sixième single en Italie en 2018 
Les 22, 24 et 25 juin, Irama se produit à nouveau sur la Piazza del Popolo, à Rome, lors de la sixième édition du Summer Festival, dans laquelle il propose, dans la catégorie Big, le single Nera. Le 16 septembre, il est l'invité de la finale de l'événement sur la scène du Mind Park, à Area Expo à Milan. Il a ensuite rejoint l'événement musical Battiti Live, se rendant à la Piazza della Libertà d'Ostuni le 22 juillet à Melfi sur la Piazza Craxi et le 29 juillet à Bari au Molo San Nicola.
Le 12 septembre, Irama a présenté une section italienne du World Wide Tour de Fatti sentire de Laura Pausini au Mediolanum Forum d'Assago, avant d'ouvrir le concert de la chanteuse le 12 octobre à la Unipol Arena de Casalecchio di Reno au PalaLottomatica à Rome.

### Le deuxième album et le festival de Sanremo 2019
Le 19 octobre 2018, à peine quatre mois après le précédent projet d'enregistrement, le deuxième album studio de l'auteur-compositeur-interprète intitulé Giovani a été publié, montrant à nouveau la production de Giulio Nenna et Andrea Debernardi. L’album, qui a également fait ses débuts directement à la première position du FIMI Album Ranking, a été soutenu simultanément par le lancement commercial du premier single Bella e rovinata, qui a atteint la vingt et unième place des Top Singles, .
Le 20 décembre 2018, lors de la diffusion de Sanremo Giovani, Pippo Baudo et Fabio Rovazzi ont annoncé sa participation au 69ème Festival de Sanremo, pour la première fois dans la catégorie Champions, dans laquelle il se classe septième avec la chanson La ragazza al cuore di latta,. Au cours de la quatrième soirée, consacrée aux duos, l’artiste a interprété le titre de Sanremo avec Noemi. Le single, commercialisé à partir du 6 février 2019, est arrivé à la troisième place du Top Singles  et figurait dans Giovani per sempre, une nouvelle édition de l'album précédent publiée deux jours plus tard, qui inclut la participation d'autres artistes. Cet album a également atteint le sommet du classement des albums FIMI Le 3 juin 2019, le single Arrogante est publié.

## Discographie

### Album en studio
- 2016 - Irama
- 2018 - Giovani
- 2022 - Il giorno in cui ho smesso di pensare

### EP
- 2018 - Plume
- 2020 - Crepe

### Singles
- 2015 - Cosa resterà
- 2016 - Tornerai da me
- 2016 - Non ho fatto l'università
- 2017 - Mi drogherò
- 2018 - Un giorno in più
- 2018 - Nera
- 2018 - Bella e rovinata
- 2019 - La ragazza con il cuore di latta
- 2019 - Arrogante
- 2020 - Mediterranea
- 2020 - Crepe
- 2021 - La genesi del tuo colore
- 2021 - Melodia proibita
- 2022 - Ovunque Sarai
- 2022 - 5 Gocce
- 2022 - PAMPAMPAMPAMPAMPAMPAMPAM
- 2024 - Lentamente

## Palmarès
2016
- Lauréat de la quatrième édition du Summer Festival dans la section jeunesse

2018
- Vainqueur de la dix-septième édition de l'émission Amici di Maria De Filippi
- Lauréat du prix Radio 105 à Amici di Maria De Filippi

## Télévision
- Sanremo Giovani 2015 - Concurrent de nouvelles propositions (Rai 1, 2015)
- Sanremo Festival - nouveau concurrent (Rai 1, 2016)
- Summer Festival - Gagnant de la section jeunesse (Canale 5, 2016)
- Live Beats (Telenorba, Radionorba TV, 2016)
- Summer Festival - Big (Channel 5, 2017)
- Amici di Maria De Filippi (Direct, Channel 5, 2017-2018) - Gagnant
- Summer Festival - Big (Channel 5, 2018)
- Live Beats (Telenorba, Radionorba TV, Italie 1, 2018)
- Festival de Sanremo (Rai 1, 2019), grand concurrent
- Festival de Sanremo (Rai 1, 2021), grand concurrent
- Festival de Sanremo (Rai 1, 2022), grand concurrent